# Casearia nigricolor
Casearia nigricolor är en videväxtart som beskrevs av Herman Otto Sleumer. Casearia nigricolor ingår i släktet Casearia och familjen videväxter. Inga underarter finns listade i Catalogue of Life.